# آرتور ماریا رابنالت
آرتور ماریا رابنالت (آلمانی: Arthur Maria Rabenalt؛ ‏ ۲۵ ژوئن ۱۹۰۵ – ۲۶ فوریهٔ ۱۹۹۳) کارگردان فیلم اهل اتریش بود.
از فیلم‌هایی که وی در آن‌ها نقش داشته است، می‌توان به مهرگیاه و بر رنگین‌کمان می‌رقصیم اشاره نمود.